# Tønning (Slesvig)
 For alternative betydninger, se Tønning. (Se også artikler, som begynder med Tønning)
Tønning (tysk Tönning, plattysk Tünn, Tönn eller Tönnen, frisisk Taning) er en havneby
i det nordlige Tyskland ved mundingen af Ejderen i Sydslesvig. Tønnings bydele er Kating, Olversum og Stor Olversum.
Byen omtales allerede i en skrivelse angående kirken fra ærkebiskop Absalon i Lund år 1186. Tønning Herred (Tunnighen haeret) blev første gang nævnt i 1187. I 1590 fik byen købstadsrettigheder. Købstaden er med cirka 5000 indbyggere i dag hovedbyen på halvøen Ejdersted.

## Historie
Tønning er vokset ud fra det værft (varft), Sankt Laurentius Kirken i dag står på. Arkæologiske fund tyder på en bosættelse her allerede i det 3.-4. århundrede. 1186 indkrævede biskop Valdemar kirketienden.
På grund af sin gunstige beliggenhed ved Ejderen udviklede Tønning sig til et centrum for handel og skibsfart.

### Under hertugen af Gottorp
Ved hertugdømmernes deling i 1544 tilfaldt Tønning de holsten-gottorpske hertuger, og hertug Adolf af Gottorp opførte Tønning Slot i årene 1580—1583 og gav byen købstadsrettigheder i 1590. Slottet var placeret i byens sydlige del. Det bestod af en nærmest kvadratisk bygning med et firesidet tårn på hvert hjørne, omgivet af volde og en voldgrav. I dag minder kun voldgraven i slotsparken og slotsalleen herom.
Byen blev udvidet, og mange nye huse opførtes. Derom minder i dag endnu mange gavlindskrifter. Stor betydning fik anlæggelsen af havnen i 1613. Samtidigt blev kanalerne fra Katingsil til Garding (Süderbootfahrt ≈ Sønderbådfart) og fra Tønning til Tetenbøl (Norderbootfahrt ≈ Nørrebådfart) bygget. På den tid gik skibsfarten især til Nederlandene.
Byen har lidt meget af oversvømmelser, navnlig 1634. Også af krigene har den været ramt, således af Kejserkrigen 1627—29, da den i over et år var besat af de kejserlige tropper under Wallenstein. Fra 1644 lod hertugerne byen befæste, og den blev fra nu af deres hovedfæstning.
I anden halvdel af 1600-tallet havde Tønning en mindre flåde af fortrinsvis mindre skibe, mindst: i 1650 nævnes 5 skibe på i alt 131 læster, i 1651 6 skibe på 166 læster, i 1663 14 skibe på 191 læster, i 1664 7 skibe på 135 læster, i 1665 6 skibe på 81 læster, i 1666 9 skibe på 142 læster, i 1668 3 skibe på 66 læster, i 1677 ingen (alle skibe opbragte af franske kaperer), i 1682 7 skibe på 65 læster, i 1689 1 skib på 16 læster og i 1698 2 skibe på 56 læster. Ingen skibe oversteg i perioden 49 læster. Tallene angiver skibe, der sejlede på Kragerø i Norge.
Fæstningsværkerne blev sløjfede 1675, da den danske konge var kommet i besiddelse af fæstningen ved begyndelsen af den Skånske Krig, men hertugen genopførte dem i 1692, og byen modstod en 2 måneder varende belejring fra danskernes side i året 1700.
Den 28. november 1706 fik skibsbygmester Harder Henrich Reimann tilladelse til at anlægge en bedding for skibsreparationer med eneret for en tiårig periode. Da koncessionen udløb, blev den ikke fornyet, og beddingen blev ødelagt under de efterfølgende krigsbegivenheder.
I 1713 blev Tønning besat af den svenske hær under general Magnus Stenbock og derefter belejret af danskerne, indtil den i 1714 måtte overgive sig. Fæstningsværkerne blev da atter sløjfede, og Tønning var fra den tid en ubefæstet by. Slottet blev nedbrudt 1735.

### Under den danske konge
Den 30. september 1740 fik skibsbygmester Hinrich Dreyer fra Altona koncession på anlæg af en ny skibsbedding til reparation af skibe anlagt på området uden for den i 1714 nedlagte befæstning, mod en årlig lejeafgift på 6 rigsdaler for en 4-årig periode. Det gik imidlertid ikke godt, og han kom i gæld og flyttede tilbage til Altona. Beddingen blev stående, og i 1766 blev den solgt til skibstømmermester Hans Peter Eggers og skipper Johan Ancher, hvis søn Christian Ancher i 1767 trådte ind i forretningen. Beddingen kostede 250 mark lybsk og 4 mark i årlig leje.
I 1780 sluttede byen kontrakt med en entreprenør om for en årlig sum af 140 rigsdaler at vedligeholde havnen mod tilmudring. Efter opførelsen af det store Pakhus indså man, at havnen ikke længere var tidssvarende: bolværkerne skulle fornys og havnen oprenses for gamle pæle, ligesom der burde ske en uddybning ved det nye pakhus. Følgen var, at skibsbyggerpladsen måtte flyttes, hvilket skete.
Åbningen af Ejderkanalen i 1784 medførte et stort opsving for byens skibsfart. Byen deltog nu i den store trafik mellem Nord- og Østersøen.
I begyndelsen af det 19. århundrede, især 1803—07, spillede Tønning en hovedrolle i handelen, da Englands handel med Mellemeuropa for en stor del foregik over byen. Da den danske flåde i 1807 var blevet bortført af englænderne, byggede og udrustede Tønning for egen regning et krigsskib og stillede det til kongens rådighed, men desværre forliste skibet på vej til København.
De hjemmehørende handelsskibes antal og læstedrægtighed fremgår af nedenstående tabel:
| År   | Antal | kmcl |
| ---- | ----- | ---- |
| 1832 | 23    | 308  |
| 1833 | 23    | 316½ |
| 1834 | 22    | 310  |
| 1835 | 22    | 308½ |
| 1836 | 20    | 238  |
| 1837 | 21    | 241½ |
| 1838 | 20    | 221½ |
| 1839 | 23    | 288½ |

Handelsflåden bestod ved udgangen af 1861 af 36 skibe med 494½ kmcl, herunder et skruedampskib på 77½ kmcl og et bugserdampskib på 15½ kmcl.
Skibsfarten i året 1861 var i indenrigs fart indgået 474 skibe på 4.956 kmcl, udgået 343 skibe på 3.479½ kmcl og i udenrigs fart indgået 226 skibe på 25.030 kmcl og udgået 185 skibe på 24.036 kmcl. I kanalfart på Ejderkanalen indgik 1097 skibe (i 1860: 1.129 skibe) og udgik 1.161 skibe (i 1860: 1.135 skibe).
Udenrigsfarten blev overvejende drevet på England, men desuden havde byen varetransport via den sydslesvigske jernbane med Flensborg fra 1854, heraf vareleveringer fra Altona og Hamborg. De vigtigste indførte varer fra England var stenkul og jern. Af andre fortoldede varer kan nævnes bomuldsmanufakturvarer, brændevin, vin, sukker (både raffineret og uraffineret), sirup, the, kaffe og tobak. Tønning spillede en hovedrolle i skibsfarten på England. Udførte varer var bønner, havre, byg, hvede, mel samt levende kvæg, får og uld.
Befolkningsudvikling: i 1769 1.487 indbyggere, i 1803 1.923 indbyggere, i 1835 2.433, i 1840 2.412, i 1845 2.701, i 1855 3.077 og i 1860 3.069 indbyggere.
Under Treårskrigen blev byen i 1850 besat af de danske tropper, og der skete ved byen en træfning med oprørerne 29. september 1850.

### Under Preussen
Efter den 2. Slesvigske Krig i 1864 kom byen til Preussen, hvilket ikke bekom byen. Med åbningen af Kielerkanalen 1895 mistede Ejderkanalen og Tønning by en del af deres betydning. Indtil da havde især studeeksporten spillet en stor rolle for Tønnings havn.
I dag ligger Tønning langt fra de store centre. Vigtigste erhverv er det sæsonbetingede ferie- og turistvæsen.

## Seværdigheder
Torvet i byens centrum domineres af Sankt Laurentius Kirken. Kirken stammer fra 1100-tallet. Dens barokke tårn blev opført i årene 1703-1706. Prædikestolen fra 1703 er en gave fra Jürgen Ovens familie. Renæssancebrønden foran kirken er fra 1613. Ved havnen findes Pakhuset fra 1783 og Skipperhuset fra 1624/25. Pakhuset fungerer som kulturhus. Skipperhuset huser i dag byens danske forsamlingshus og en dansk lejrskole. Ved havnen ses også en stormflodssøjle, der viser vandstandshøjden under nogle af stormfloderne ved den jyske kyst. Vadehavscentret Multimar giver en introduktion til miljøet i Vadehavet med flere akvarier.
Lidt uden for byen ved Ejderens munding ligger det nyvundne landskab og fuglebeskyttelsesområdet Kating Vad. Nord for byen ligger Hatsted, hvor det dansk-sydslesvigske kunstcenter Mikkelberg er beliggende. Populære feriesteder i omegnen er hollænderbyen Frederiksstad ved sammenløbet af Ejderen og Trenen, Sankt Peter-Ording med store strandområder på det vestlige Ejdersted og den røde Haubarg i Vitsvort.

## Galleri
- Borgerhuse i nederlandsk stil i Nygade fra 1666
- Torvet med Sankt Laurentius Kirke og brønd fra 1613
- Pakhuset ved Ejderkanalen fra 1783
- Højvandsøjle ved den indre havn
- En støpe (≈vejåbning i et dige) ved byens indre havn
- Den danske præstegård i Herregraven